# تاریانا
تاریانا (Taryana یا Tareiana) نام یکی از شهرهای هخامنشی بود. که در محل شهر کنونی اهواز قرار داشت. درحقیقت تاریانا، همان اهواز امروزی است. 
تاریخ تاریانا به ۵۰۰ سال پ.م. برمی‌گردد.
تاریانا که توسط ایلامی‌ها و هخامنشی‌ها ساخته و گسترده شد، درست بر روی تقاطع رود باستانی Ulai (یا Eulaeus) -که امروزه آن را با نام کرخه می شناسیم- و جاده شاهی قرارداشت. 

اردشیر پاپکان بنیانگذار خاندان ساسانی، شهر تاریانا را بازسازی کرده و بر روی رود باستانی Ulai، آب‌بندی کرده و نام شهر را به هرمزد اردشیر تغییر داد، که بعدها این نام به شکل داراواشیر و رامشهر یا رامشیر یا هرمشیر و شهررام و در ادامه به نام های زیر تغییر یافت:  
- شهررام
- هوجستان واجار
- هوزی واجار
- سوق الاهواز
- اکسین
- بندر ناصری [۳]
- ناصریه
- اهواز